# Cristian Preda
Cristian Dan Preda (Bucarest, 26 ottobre 1966) è un politico e docente rumeno.

## Biografia
Preda ha studiato filosofia all'Università di Bucarest e all'Université Paris 1 Panthéon-Sorbonne e si è laureato nel 1991 con la laurea rumena e il diplôme d’études approfondies francese. A partire dal 1992 ha lavorato come assistente di ricerca presso la Facoltà di Scienze Politiche dell'Università di Bucarest, nel 1996 è diventato assistente. Ha conseguito il dottorato nel 1998 presso la scuola d'élite francese l'École des hautes études en sciences sociales (EHESS) di Parigi.
Ha poi continuato a insegnare come docente all'Università di Bucarest, dal 2000 come conferenţţiar (professore junior). Nel luglio 2004 Preda è stato nominato professore. Dal 2004 al 2010 è stato anche decano della Facoltà di Scienze Politiche dell'Università di Bucarest.
Parallelamente al suo lavoro scientifico, Preda ha lavorato dal 1999 al 2000 come consulente del presidente Emil Constantinescu (PNŢCD). Il presidente Traian Băsescu lo ha successivamente nominato nel suo comitato consultivo, dove ha fatto parte dal 2007 al 2009.
Alle elezioni europee del 2009, Preda è stato eletto al Parlamento europeo come rappresentante del Partito Democratico Liberale (PD-L) di Băsescu, dove è entrato a far parte del gruppo PPE. Dal luglio al dicembre 2012, è stato vice presidente del PD-L. All'inizio del 2014, Preda è passato dal PD-L al Partito del Movimento Popolare (PMP). Alle elezioni europee del maggio dello stesso anno, è stato eletto come miglior candidato del PMP per un altro mandato. Nel settembre 2014, si è dimesso dal PMP, ma ha continuato a mantenere il suo mandato. Resta un membro del gruppo PPE. Nel gennaio 2019, è entrato a far parte del nuovo partito PLUS, dell'ex primo ministro e commissario UE Dacian Cioloș.
Preda è anche membro del Consiglio di amministrazione del Fondo europeo per la democrazia (EED).